# T.N.T.
För andra betydelser, se TNT.
T.N.T. är ett musikalbum av gruppen AC/DC, utgivet i december 1975. Det var det andra albumet av gruppen som gavs ut i Australien. Det var även det första albumet som nykomlingarna Mark Evans och Phil Rudd spelade elbas respektive trummor på. Albumet släpptes aldrig utanför Australien men slogs ihop med albumet High Voltage för en USA-release 1976, även den med titeln High Voltage.

## Låtlista
Alla låtar är skrivna av Angus Young, Malcolm Young, Bon Scott om inget annat anges.
1. "It's a Long Way to the Top (If You Wanna Rock 'n' Roll)" - 5:16
2. "Rock 'n' Roll Singer" - 5:04
3. "The Jack" - 5:52
4. "Live Wire" - 5:50
5. "T.N.T." - 3:35
6. "Rocker" - 2:50
7. "Can I Sit Next to You Girl" (Angus Young/Malcolm Young) - 4:12
8. "High Voltage" - 4:02
9. "School Days" (Chuck Berry) - 5:23

## Medverkande
- Bon Scott - Sång, Säckpipa
- Angus Young - Sologitarr,
- Malcolm Young - Kompgitarr, Bakgrundssång
- Mark Evans - Elbas, Bakgrundssång
- Phil Rudd - Trummor, Bakgrundssång
- Tony Currenti - Trummor på spår 8
- Harry Vanda - Musikproducent
- George Young - Musikproducent